# Djerovo, Kărdjali
Djerovo (în bulgară Джерово) este un sat în comuna Kirkovo, regiunea Kărdjali,  Bulgaria. 

## Demografie
Componența etnică a satului Djerovo
     Bulgari (96,41%)
     Nicio identificare (3,58%)
     Altele (0%)
La recensământul din 2011, populația satului Djerovo era de 335 locuitori. Din punct de vedere etnic, majoritatea locuitorilor (96,41%) erau bulgari. Pentru 3,58% din locuitori nu este cunoscută apartenența etnică.